# Дампху
Дампху (англ. Damphu) — місто в Бутані, адміністративний центр Центрального дзонгдея та дзонгхага Ціранг.
Населення міста — 1666 осіб (за переписом 2005 р.), за оцінкою 2012 р. — 1806 осіб.
Населення складають переважно індійські і непальські народи, значна кількість індуїстів і сильна індуїстська громада.
Середньорічні опади становлять 1818 мм/рік. Мінімальна температура +6,5 °C, а максимальна піднімається до 26,4 °C.
Через Дампху проходить дорога з півночі від Вангді-Пходранг на південь до прикордонного міста Сарпанг.
Скаути Бутану вибрали Дампху для проведення першого Національного зльоту скаутів, який пройшов з 31 січня 2006 року по 6 лютого 2007 року.

## Фотогалерея

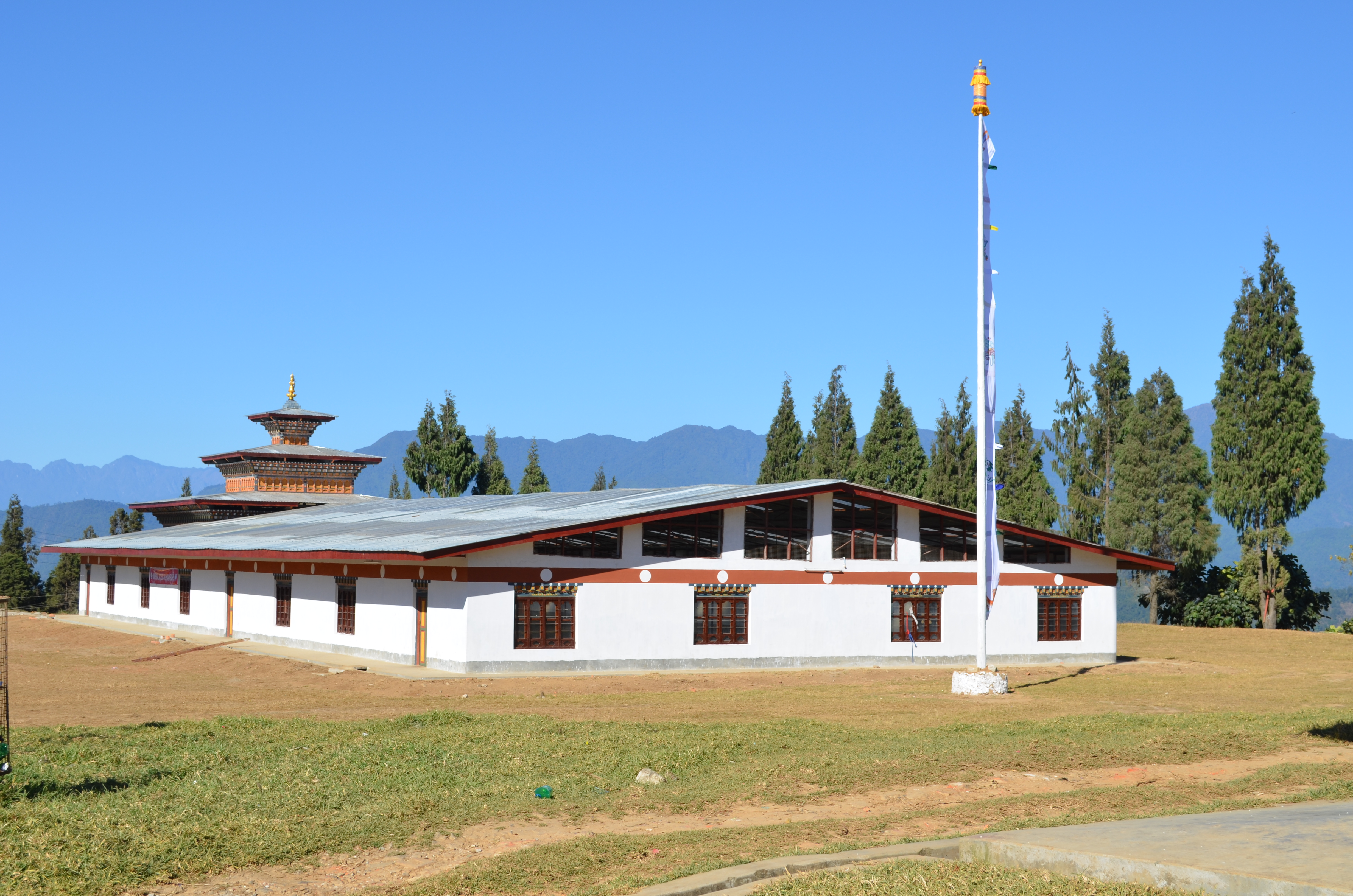
Дім молитви
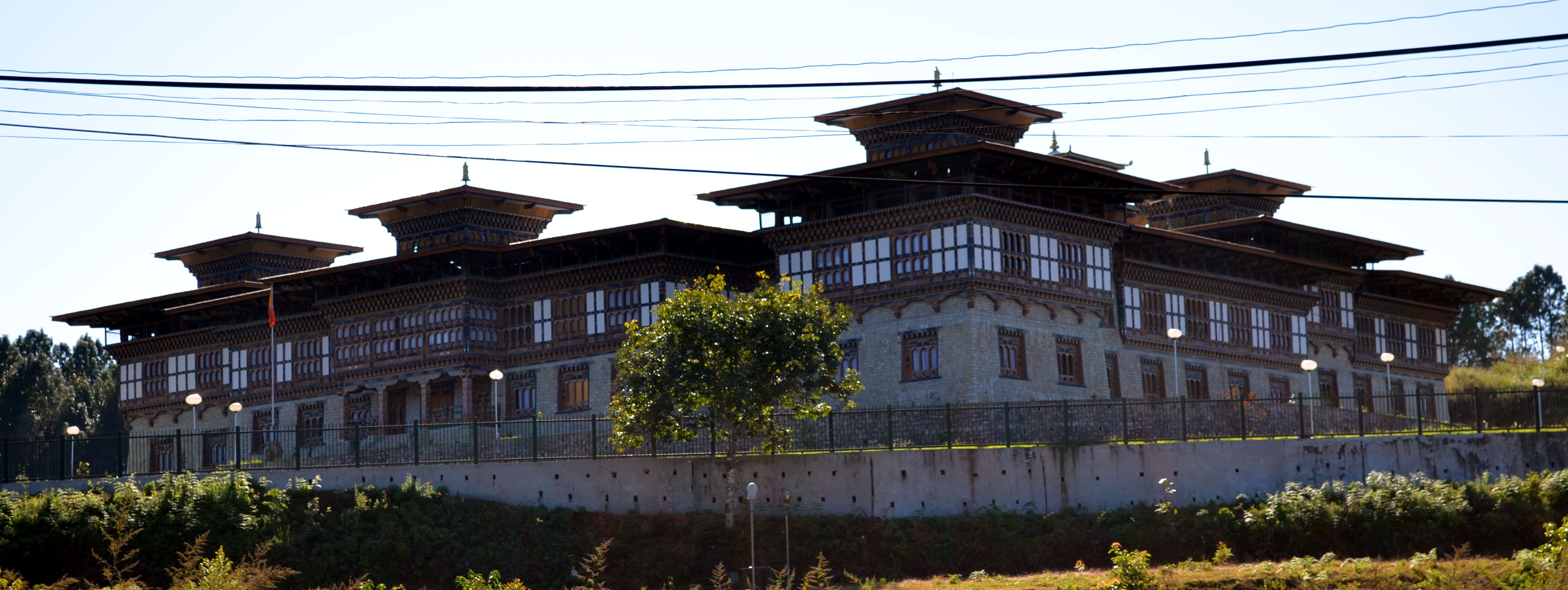
Дзонг в Дампху